# Myscelia cyananthe
Myscelia cyananthe är en fjärilsart som beskrevs av Felder 1867. Myscelia cyananthe ingår i släktet Myscelia och familjen praktfjärilar. Inga underarter finns listade i Catalogue of Life.

## Bildgalleri

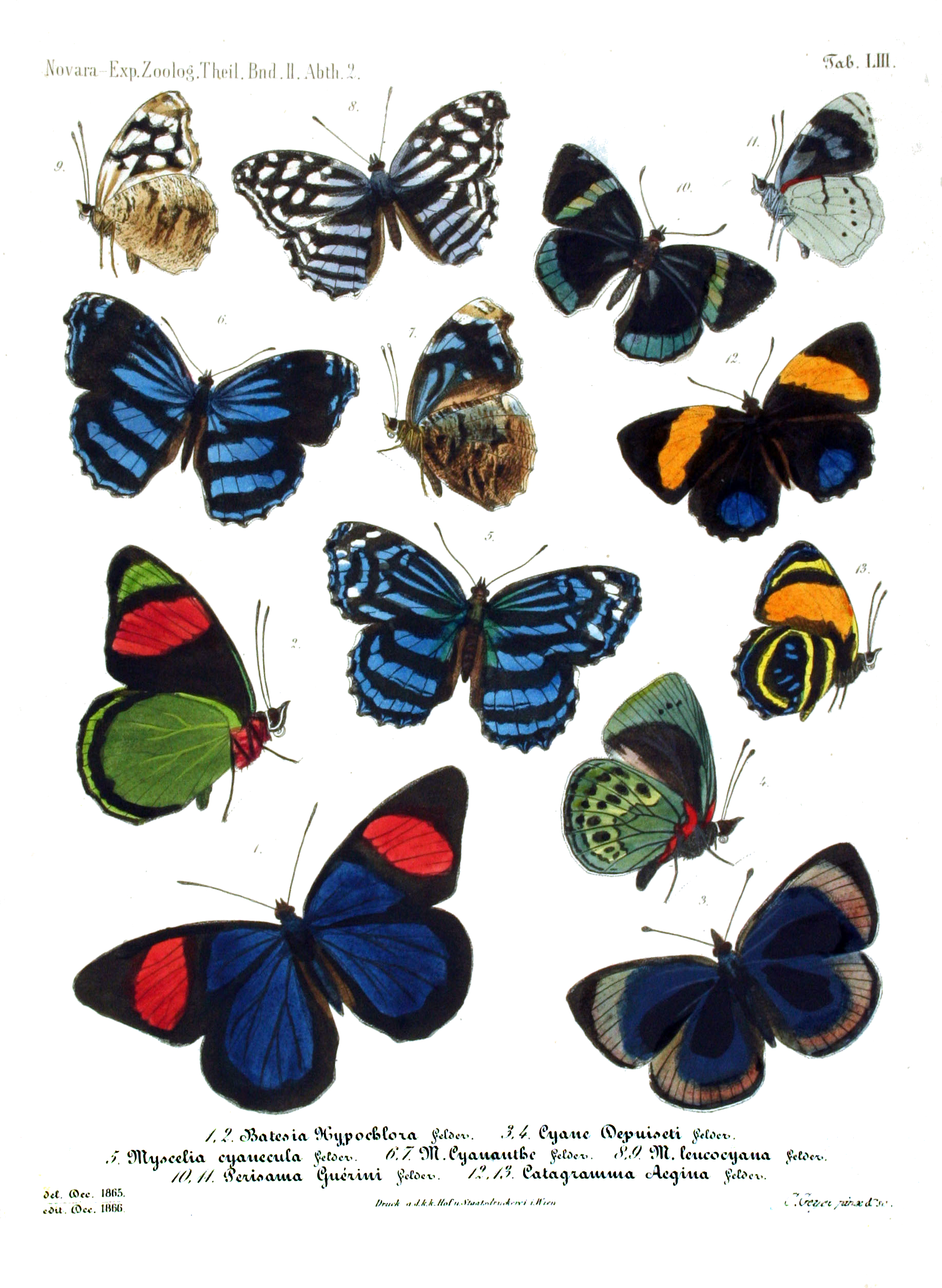